# Shirlie Holliman
Shirlie Holliman est une chanteuse britannique née le 18 avril 1962 à Bushey.

## Biographie
Dans les années 1970, Shirlie Holliman étudie à l'école Bushey Meads de Bushey. Elle y rencontre les jeunes Andrew Ridgeley et Georgios Panayiotou, plus tard connu sous le nom de George Michael. En 1982, les deux garçons signent un contrat chez Innervision Records, distribué par CBS Records, et fondent leur groupe Wham!. Shirlie Holliman est choriste avec Pepsi Demacque jusqu'à la séparation de Wham!, en 1986.
Shirlie Holliman et Pepsi Demacque forment ensuite un duo appelé Pepsi & Shirlie. En 1987, elles sortent l'album All Right Now et remportent un succès avec la chanson Heartache. En 1991, leur deuxième album, Change, passe inaperçu. Pourtant, il contient une chanson intitulée Someday qui est écrite et produite par George Michael. Le duo se sépare à cette époque.
En 2000, Pepsi et Shirlie se réunissent pour faire partie des chœurs de la chanson Bag It Up de Geri Halliwell. En 2011 et en 2016, le duo participe à la tournée Here and Now, qui rassemble des chanteurs célèbres dans les années 1980. Depuis les années 2000, Shirlie Holliman fait de la photographie et réalise des tableaux avec des collages.
En février 2017, lors des Brit Awards, elle honore la mémoire de son ami George Michael avec Andrew Ridgeley et Pepsi Demacque. Elle déclare : « George était comme un frère pour moi et je serai toujours fière de son incroyable réussite,. »

## Vie privée
Au début des années 1980, Shirlie Holliman a une liaison avec Andrew Ridgeley, membre du groupe Wham!. En 1988, elle se marie avec Martin Kemp. Le couple a deux enfants : Harley Moon (née en 1989), photographe,, et Roman (né en 1993), animateur de télévision et de radio.

## Discographie

### Avec Pepsi & Shirlie
- 1987 : All Right Now
- 1991 : Change